# 蜂尻村
蜂尻村（はちじりむら）は、かつて岐阜県羽島郡にあった村である。
現在の羽島市竹鼻町蜂尻などに該当する。
かつては中島郡であったが、郡の合併で羽島郡の村となっている。

## 歴史
- 1889年（明治22年）7月1日 - 町村制により蜂尻村発足。
- 1897年（明治30年）4月1日[2] - 羽栗郡と中島郡が合併して羽島郡となる。当村は羽島郡の所属となる。
- 1897年（明治30年）4月1日 - 駒塚村、飯柄村、狐穴村が合併し、駒塚村が発足。同日蜂尻村は廃止。